# Nationalbibliothek von Belarus
Die Nationalbibliothek von Belarus (belarussisch Нацыянальная бібліятэка Беларусі, russisch Национальная библиотека Беларуси) wurde am 15. September 1922 gegründet. Zu dieser Zeit war sie zudem die Universitätsbibliothek. Während des Zweiten Weltkrieges wurde auch der Bestand der Nationalbibliothek in Mitleidenschaft gezogen. Ein Großteil des Vorkriegsbestandes verschwand.
Die Hauptaufgaben des Museums sind Bibliotheksbestände zu erwerben und sicher zu verwahren, die entsprechenden Kataloge zu erstellen und zu verarbeiten, die Informationen zugänglich zu machen, und den Bibliotheksbenutzern die Medien entsprechend den Benutzergruppen bereitzustellen. Zu den weiteren Aufgaben gehört die Identifikation von Objekten von musealem Wert, diese für das Museum zu erwerben, sie zu katalogisieren, aufzubewahren, zu untersuchen und dem Publikum vorzustellen, sie für ihren ästhetischen, erzieherischen oder kulturellen Wert der Bevölkerung zugänglich zu machen.
Die Nationalbibliothek hat einen Bildungsauftrag und soll die Bildung und kulturelle Entwicklung der Bibliotheksbenutzer fördern. Die Nationalbibliothek nimmt teil an der Forschung der Bibliothekswissenschaft, der Bibliografie und Buchwissenschaft, regelt den Austausch von Informationen unter den Bibliotheken und generiert die Normdaten für die Literatur des Landes. Bis 2021 sind mehr als 2,5 Millionen maschinenlesbare Normdatensätze erstellt worden, die 6 Millionen Werke beschreiben, darunter auch viele ältere Werke aus der Zeit vor der Einführung von elektronischen Katalogen. Das Katalogsystem erlaubt die Suche nach Exemplaren von diesen Werken landesweit in den Katalogen von 51 belarussischen Bibliotheken.
Im Jahr 1989 wurde beschlossen, ein neues Bibliotheksgebäude in Minsk am Prospekt Nesawisimosti 116 zu errichten, aber erst im Jahr 2002 wurde mit den Baumaßnahmen begonnen. Am 16. Juni 2006 wurde das 72 Meter hohe Gebäude nach drei Jahren Bauzeit fertiggestellt und eröffnet. Die Form des Baus ist ein archimedischer Körper, das kleine Rhombenkuboktaeder mit einem Durchmesser von  60 Metern. Die äußerste Schicht des Gebäudes bildet einen isolierenden Luftraum, der bei der Klimatisierung der Bibliothek wirksam ist. Der Entwurf stammt von den Architekten Viktor Kramarenko und Michail Vinogradov. Im obersten Stock befindet sich eine Beobachtungsplattform, die für den Publikumsverkehr geöffnet ist und rege genutzt wird.
Gegenüber dem Eingang befindet sich ein Monument des Bibelübersetzers und Erstdruckers Francysk Skaryna, der zum ersten Mal in einer Sprache druckte, die als Frühform der belarussischen Sprache gilt. Die Bibliothek besitzt Exemplare von allen seinen Drucken.
Die Nationalbibliothek hat den drittgrößten Bestand an russischen Medien nach den beiden Nationalbibliotheken in Moskau und St. Petersburg. Der größte Bestand von drei Millionen Bänden stammt aus Russland und den Staaten der GUS. In sowjetischen Zeiten hatte die Bibliothek seit 1922 den gesetzlichen Sammelauftrag für Pflichtexemplare von allen in der Sowjetunion publizierten Werken.
Der heutige Sammelauftrag umfasst
- alle historisch auf dem Gebiet von Belarus veröffentlichten Werke
- alle in Belarus publizierten Werke unabhängig von der Sprache
- alle Werke in belarussischer Sprache, auch solche, die außerhalb von Belarus veröffentlicht wurden
- alle Werke weltweit, die einen Bezug zu Belarus haben, unabhängig von Publikationsort oder Sprache

Darüber hinaus hat die Bibliothek Wiegendrucke, Frühe Drucke und Manuskripte und Nachlässe verschiedener belarussischer Schriftsteller von nationaler Bedeutung und einen größeren Bestand an polnischen Werken in einer eigenen Abteilung.